# Hèlvia (mare de Sèneca)
Hèlvia  (en llatí Helvia) va ser una dama romana. Era la dona de Marc Anneu Sèneca el retòric de Còrdova i mare dels seus tres fills, Marc Anneu Novat, Luci Anneu Sèneca (el filòsof) i Marc Anneu Mela.
Segurament va néixer a la Bètica i va anar a Roma amb el seu marit entre l'any 3 i l'any 5, quan el seu fill segon hauria acabat de néixer. La seva vida l'explica Sèneca en una carta de condol a la seva mare, en el seu exili a Còrsega, Ad Helviam matrem, de consolatione escrita cap a l'any 47 durant el regnat de Claudi. Sèneca explica que Hèlvia havia patit tota la seva vida. La mare havia mort en donar a llum i va ser criada per una madrastra. Que va perdre al seu marit i al seu oncle més estimat en el termini d'un mes, i narra la seva pena per la mort d'un dels seus nets davant de l'exili del seu fill. Hèlvia tenia almenys una germana de la que no es coneix el nom.